# Pravoslav

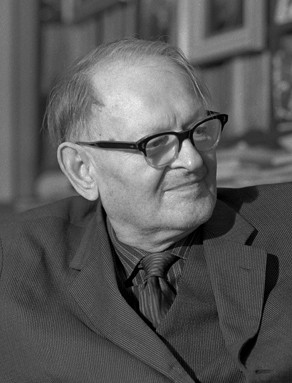
Pravoslav Kotík, český grafik

Pravoslav je mužské jméno slovanského původu vykládané jako „slavící právo“. Vzniklo až v moderní době, snad jako obměna staršího Prvoslav nebo jako obdoba latinského Justus, respektive Justýn. Podobají se mu také jména Pravdomil a Pravomil. Bohemistka Kamila Mrázková uvádí že jméno Pravoslav, stejně jako významnově podobná jména Sudiprav a Sudimír, byla vytvořena během národního obrození aby oznamovala že jejich nositelé jsou právníci.
V Česku bylo jméno Pravoslav na počátku 21. století stále běžně užíváno a udržovalo se rodinnou tradicí. V roce 2016 žilo 212 nositelů tohoto jména, přičemž nejobliběnější pro novorozené chlapce bylo v 40. a 50. letech 20. století, od té doby jeho obliba klesala. K jeho domácím podobám patří Práva, Pravek, Pravouš(ek), Sláva, Slávek a další. Jmeniny se slaví 12. ledna. Kromě Česka je užíváno i v srbochorvatském prostředí, v podobě Pravoslav či Pravislav, a na Slovensku kde má jmeniny 15. února.
Jména Pravdomil a Pravomil byla na počátku 21. století v Česku užívána jen zřídka, v roce 2016 žilo jen 13 nositelů prvního a 29 druhého. Jmeniny se slavily podle starších kalendářů 14. dubna, případně se slaví 12. ledna na Pravoslava.
K významným nositelům těchto jmen patří následující:
- Ferdinand Pravoslav Náprstek – český podnikatel a mecenáš
- Jan Pravoslav Koubek – český básník a politik
- Pravdomil Svoboda – český botanik
- Pravomil Raichl – český voják
- Pravoslav Kneidl – český literární historik
- Pravoslav Kotík  - český malíř a grafik
- Pravoslav Nosek – český a československý politik
- Pravoslav Řídký – český voják
- Pravoslav Sovák - český grafik